# West-Vlaams Showteam
Het West-Vlaams Showteam (WVST) is een waterski-showteam gevestigd op het Klein Strand te Jabbeke.

## Geschiedenis
Het WVST werd opgericht in 1999 door twee West-Vlaamse showteams, namelijk Freestyle Ski Team (FST) en Waterskiclub Klein Strand.
Sinds 2008 heeft het WVST een subwerking, waterskischool Klein Strand. Die zorgt voor de dagelijkse initiaties tijdens de zomermaanden op het recreatiedomein Klein Strand. Zij verzorgen ook waterskikampen voor beginners tot vergevorderde waterskiërs.
Het WVST is het bekendst door de vele waterskishows die het team op verschillende locaties verzorgt. Ze gaven shows in binnen- en buitenland, zowel in grote als kleinere steden. Daarnaast zijn ze ook het enige Belgisch team die een 4-hoog piramide heeft kunnen bouwen op het water.

## Palmares
- Belgisch Kampioen Show 2000, 2001, 2002 en 2003
- Winnaar Showhappening 2005, 2007, 2008, 2009, 2011, 2012, 2014, 2015, 2018 en 2021
- 2de plaats Youro-Kup 2017
- Winnaar Youro-Kup 2019